# 쓰루넨 마루테이

쓰루넨 마루테이(일본어: 弦念 丸呈, 핀란드어: Martti Turunen, 1940년 4월 30일 ~ )는 일본 국회의 첫 유럽인 국회의원(참의원)이다. 핀란드 출신이며 소속 정당은 민주당이다.

## 생애
핀란드 북카렐리아 주 리엑사 출신이며, 핀란드 이름은 마르티 투루넨이다. 그의 할아버지는 핀란드 원주민이다. 사회복지대학을 졸업하고 1967년에 기독교(루터교) 선교사로 일본에 왔다. 그 뒤 같은 핀란드 사람인 첫 번째 아내와 결혼했다가 헤어졌다. 1974년 34살에 일본인 부인인 사치코와 만나 결혼하였다. 영어학원 강사로 일하다가 1979년 자신의 핀란드어 이름을 일본 발음으로 읽은 '쓰루넨 마루테이'라는 이름으로 일본에 귀화하였다. 그 뒤 10년 동안 가나가와현에서 영어를 가르치며 《겐지모노가타리》의 첫 28장을 핀란드어로 번역하여 알렸으며, 일본어로 책을 몇 권 지었다.

## 정치
54살 때 시 의회에 출마하여 가나가와 현 유가와라 정(일본어: 湯河原町) 의회 의원 선거에 무소속 출마하여 당선되었고, 그 뒤 《파란 눈 의원이 간다》(일본어: 青い目の議員がゆく 아오이메노 기인가 유쿠[*])라는 책을 지었다. 그 뒤 지방의회에서 활동하던 쓰루넨은 1995년 참의원에 첫 도전했으나 쓴 맛을 보았다. 2001년에 《일본인이 되고 싶다》(일본어: 日本人になりたい 니혼진니 나리타이[*])를 출판하였고, 참의원에 재도전하였으나 다시 실패하였다. 그렇지만 민주당의 후원을 받는 성과를 올렸다. 그 뒤 참의원 오하시 교센(일본어: 大橋巨泉, 비례대표)의 사퇴로 그 자리를 물려받은 쓰루넨은 2004년 10월 4일 드디어 참의원 진출에 성공했으며, 2007년 7월 참의원 선거에서 재선에 성공했다.